# Gmina Jedwabne
Die Gmina Jedwabne [jɛd'vabnɛ] ist eine Stadt-und-Land-Gemeinde im Powiat Łomżyński der Woiwodschaft Podlachien in Polen. Ihr Sitz ist die gleichnamige Kleinstadt mit etwas über 1600 Einwohnern.

## Geschichte
Die namensgebende Stadt wurde durch das Massaker von Jedwabne am 10. Juli 1941 bekannt.

## Gliederung
Die Stadt-und-Land-Gemeinde (gmina miejsko-wiejska) Jedwabne umfasst neben der Stadt 48 Orte mit Schulzenämtern: Bartki, Biodry, Borawskie, Bronaki-Olki, Bronaki-Pietrasze, Brzostowo, Burzyn, Chrostowo, Chyliny, Grądy Małe, Grądy Wielkie, Janczewko, Janczewo Kaimy, Kamianki, Karwowo-Wszebory, Kąty, Koniecki, Konopki Chude, Konopki Tłuste, Korytki, Kotowo-Plac, KKotowo Stare, Kotówek, Kubrzany, Kucze Małe, Kucze Wielkie, Kuczewskie, Makowskie, Mocarze, Nadbory, Olszewo-Góra, Orlikowo, Pawełki, Pieńki Borowe, Pluty, Przestrzele, Rostki, Siestrzanki, Stryjaki, Szostaki und Witynie.
Weitere Ortschaften sind: Biczki, Grabnik, Kajetanowo, Kąciki, Kosaki-Turki, Lipnik, Nowa Wieś und Nowiny.